# 주디세이
《주디세이》는 대한민국 주식회사 코믹시티에서 만든 애니메이션으로 2021년 12월 16일부터 2022년 7월 7일까지 KBS 1TV에서 매주 목요일 오후 3시에 방영했다. 후속작인 《주디세이 퀴즈쇼》는 2024년 5월 23일부터 8월 13일까지 KBS 2TV에서 종료했다.

## 방송 일시
| 방송 채널 | 방송일                            | 방송 시간 |
| --------- | --------------------------------- | --------- |
| KBS 1TV   | 2021년 12월 16일 ~ 2022년 7월 7일 | 종료      |
| KBS 2TV   | 2024년 5월 23일 ~ 8월 13일        | 종료      |

## 등장 인물
- 주디
- 로디
- 뭉치
- 울프
- 미호
- 호랑
- 주인장

## 목소리 출연
- 조경이: 주디
- 김은아: 로디
- 홍범기: 뭉치
- 남도형: 울프
- 배정미: 미호
- 사성웅: 호랑
- 김대중: 주인장

## 제작진
- 책임프로듀서: 김자현
- 프로듀서: 목훈
- 기획: 이유진
- 시나리오: 박은설, 박상현, 정미진(1기), 윤대희
- 감독: 조원구
- 프로듀서: 이유진, 박상현
- 스토리보드: 차정연, 김정희, 우은혜
- 아트 디렉터: 전수민
- 캐릭터 슈퍼바이저: 이미현
- 콘셉트 디자인: 전수민, 김희진
- 캐릭터 디자인: 이미현, 김성혜, 전수민
- 캐릭터 메뉴얼  디자인: 도은화
- 애니메이션 감독: 차정연
- 애니메이션 프로듀서: 한송이, 유한별
- 애니메이터: 원혜민, 김정희, 우은혜, 신현호, 조연수, 권예빈
- 배경·프롭디자인: 조수아, 장규리, 신정원
- 합성/편집: 앤드류, 탄 푸 싱, 권예빈, 정지연
- 음악 감독: 김정아
- 작곡: 최창국, 박진현, 윤주현, 서유원 (SOUNDSCOOL)
- 오프닝 엔딩 작곡: 윤주현, 김정아
- 오프닝 엔딩 작사: 이유진
- 노래: 권기연
- 코러스: 설가은, 윤주현, 박시아
- 사운드: 양성규 (라퓨타 뮤직)
- 녹음/믹싱: 강희중, 부유정 (POPES)
- 제작지원: 한국콘텐츠진흥원, 성남산업진흥원(1기)
- 애니메이션 제작: ㈜코믹시티
- 제작협력: 아트플러스엠, 쏘울크리에이티브
- 가이드 녹음: 최해솔
- 편집: 박상현, 조원구, 김재현, 김주수, 김기태
- 녹음연출: 박상현
- 홈페이지 제작/운영: KBS 미디어 김하늘
- 종합편집: 이수은
- 자막 디자인: 황은서
- 조연출: 차한결
- 연출: 목훈
- 기획: KBS
- 제작: COMICCITY
- 배급: COMICCITY
- ⓒ 2021 ~ 2022 코믹시티 All rights reserved.

## 주디세이 퀴즈쇼
- 손수희(1~9화), 이태헌(10화) - 책임
- 황정연, 이유진, 박상현 - 프로듀서
- 이유진 - 기획
- 박은설, 박상현, 윤대희 - 시나리오 / 각본
- 차정연 - 스토리보드 / 애니메이션 감독
- 전수민 - 아트디렉터
- 이미현, 김성혜, 전수민 - 캐릭터 디자인
- 도은화 - 메뉴얼 디자인
- 유한별 - 애니메이션 프로듀서
- 이진, 김부용, 김화현, 양가닝, 장해강, 초성디 - 애니메이션
- 신현호 - 프롭 / 세팅
- 박보은, 갑영소 - 배경
- Andrew Tqn Fu Sion, 이진 - 합성 / 편집
- 김정아 - 음악 감독
- 최창국, 박진현, 윤주현 서유원(Soundscool) - 음악
- 이유진, 윤주현 - 작사
- 윤주현, 서준영, 김정아 - 작곡
- 서준영 - 노래
- 서유원 - 기타
- 양성규(라퓨타뮤직) - 사운드
- 강희중, 부유정(Popes)
- 아트플러스엠 - 제작협력
- 한국콘텐츠진흥원 - 제작지원
- 박상현, 조원구 - 편집
- 박상현 - 녹음연출
- 김연재(KBS미디어) - 홈페이지 제작
- 김수은 - 종합편집
- 황은서 - 자막디자인
- 차한결 - 조연출
- 황정연 - 연출
- KBS - 기획
- COMICCITY - 제작
- KT alpha - 배급
- ⓒ 2024 코믹시티 All rights reserved.

## 방영 목록

### 주디세이
| 회차       | 주제                       | 방송 일자        |
| ---------- | -------------------------- | ---------------- |
| 1화        | 빨간모자                   | 2021년 12월 16일 |
| 2화        | 헨젤과 그레텔 1            | 2021년 12월 23일 |
| 3화        | 헨젤과 그레텔 2            | 2021년 12월 30일 |
| 4화        | 아기돼지 삼형제            | 2022년 1월 6일   |
| 5화        | 성냥팔이 소녀              | 2022년 1월 13일  |
| 6화        | 여우 누이                  | 2022년 1월 20일  |
| 7화        | 커다란 순무                | 2022년 2월 3일   |
| 8화        | 개미와 베짱이              | 2022년 2월 10일  |
| 9화        | 피리부는 사나이            | 2022년 2월 17일  |
| 10화       | 해와 달이 된 오누이        | 2022년 2월 24일  |
| 11화       | 황금 갈기 말               | 2022년 3월 10일  |
| 12화       | 벌거 벗은 임금님           | 2022년 3월 17일  |
| 13화       | 욕심쟁이 거인              | 2022년 3월 24일  |
| 14화       | 토끼와 거북                | 2022년 3월 31일  |
| 15화       | 대장장이와 악마 1          | 2022년 4월 7일   |
| 16화       | 대장장이와 악마 2          | 2022년 4월 14일  |
| 17화       | 장화 신은 고양이           | 2022년 4월 21일  |
| 18화       | 모모타로 1                 | 2022년 4월 28일  |
| 19화       | 모모타로 2                 | 2022년 5월 12일  |
| 20화       | 알리바바와 40인의 도둑들 1 | 2022년 5월 19일  |
| 21화       | 알리바바와 40인의 도둑들 2 | 2022년 6월 2일   |
| 22화       | 바벨의 용                  | 2022년 6월 9일   |
| 23화       | 마량의 요술붓 1            | 2022년 6월 16일  |
| 24화       | 마량의 요술붓 2            | 2022년 6월 23일  |
| 25화       | 잠자는 숲속의 공주 1       | 2022년 6월 30일  |
| 최종화(26) | 잠자는 숲속의 공주 2       | 2022년 7월 7일   |

### 주디세이 퀴즈쇼
| 회차       | 주제                            | 방송 일자       |
| ---------- | ------------------------------- | --------------- |
| 1화        | 인어공주, 잃어버린 목소리 1     | 2024년 5월 23일 |
| 2화        | 인어공주, 잃어버린 목소리 2     | 2024년 5월 30일 |
| 3화        | 잭과 콩나무, 황금알을 낳는 닭 1 | 2024년 6월 13일 |
| 4화        | 잭과 콩나무, 황금알을 낳는 닭 2 | 2024년 6월 20일 |
| 5화        | 신데렐라, 유리구두의 주인 1     | 2024년 6월 27일 |
| 6화        | 신데렐라, 유리구두의 주인 2     | 2024년 7월 4일  |
| 7화        | 라푼젤, 빼앗긴 아이 1           | 2024년 7월 11일 |
| 8화        | 라푼젤, 빼앗긴 아이 2           | 2024년 7월 18일 |
| 9화        | 알라딘, 램프의 요정 1           | 2024년 7월 25일 |
| 최종화(10) | 알라딘, 램프의 요정 2           | 2024년 8월 13일 |

## 결방 및 편성안내
- 2024년 6월 6일: 현충일의 관계로 인해 결방되었다.
- 2024년 8월 1일 ~ 8일: 2024 파리 올림픽의 관계로 인해 결방되었다.